# Jordi Casanovas Güell
Jordi Casanovas i Güell (Villafranca del Panadés, 1978) es un dramaturgo y director teatral español, fundador y director artístico de la Sala Flyhard desde 2010 hasta 2013.   

## Biografía
Jordi Casanovas tiene estudios de Ingeniería Superior de Telecomunicaciones, promoción 1996 -2001. Además, cursó estudios de la licenciatura de Bellas Artes, entre 2001 y 2005.

## Obra
Como autor residente del Proyecto T6 del TNC, escribió y dirigió Una història catalana, estrenada en la Sala Talleres en junio de 2011. Director y dramaturgo de la compañía FlyHard, ha escrito más de una treintena de textos, entre los cuales destacan: Un hombre con ojeras de pasta (SALAFlyHard, 2010); Sopar amb batalla (Versus Teatre, 2010); La Revolució (La Villarroel, 2009;
premio Butaca al Mejor texto teatral); La Ruïna (La Villarroel, 2008) y City/Simcity (Sala Beckett, 2007).
También escribió y dirigió el capítulo Transición del espectáculo Dictadura-Transición-Democracia (Teatre Lliure, 2010), nominado al premio Max al Mejor texto en catalán. Ganó el premio Ciutat de Valencia con Estragos (Ediciones Bromera), el premio Ciudad de Alcoy 2005 con Beckenbauer (Ediciones 62). La trilogía Wolfenstein, Tetris y City/Simcity obtuvo el premio de la Crítica Teatral de Barcelona a la Revelación de la temporada 2006/2007, así como el premio de la Crítica Serra d'Or al Mejor texto teatral de 2006. Ha sido el coordinador del Primer Torneo de Dramaturgia Catalana de la Temporada Alta 2011.

### Obras teatrales
- Les millors ocasions. 2002
- Gebre. 2003
- Estralls. 2003
- Andorra. 2004
- Neoburning Generation. 2005
- Beckenbauer. 2005
- Kuina Katalana. 2005
- Wolfenstein. 2006
- Tetris. 2006
- City/Simcity. 2007
- Aquesta tampoc serà la fi del món. 2007
- La ruïna. 2008[3]
- Lena Woyzeck. 2008
- La revolució.  2009
- Julia Smells. 2009
- Transició. 2010
- Sopar amb batalla. 2010
- Un home amb ulleres de pasta. 2010
- Una història catalana. 2011
- Pàtria. 2012
- Köttbulle. 2014
- Ruz-Bárcenas. 2014
- Idiota. 2014
- Vilafranca. 2015
- Hey Boy Hey Girl. 2015
- Port Arthur. 2015
- Cervantes. 2016
- Gazoline. 2017
- Mala Broma. 2018
- Jauría. 2019
- La danza de la venganza. 2019
- VALENCiANA. La realidad no es suficiente. 2019
- Alguns dies d'ahir. 2020
- Immunitat. 2022
- Conspiranoia. 2023 (Coescrita con Marc Angelet)

## Premios y reconocimientos
- Vilafranca, Premio Butaca al Mejor texto teatral, 2016.
- Premio Tendències del diari El Mundo 2013 al creador emergent, 2013
- Premio Ciutat de Barcelona de Teatre 2012 como autor y director por su obra Pàtria.
- Una història Catalana, Premio Butaca al Mejor texto teatral, 2011.
- La revolució: Premio Butaca al Mejor texto teatral, 2009.
- Les millors ocasions: premio Internacional AIET de Teatre Universitari "Josep Robrenyo", 2002.
- Beckenbauer: Premio de Teatro Ciudad de Alcoy, 2005.
- Andorra: Marqués de Bradomín, 2005.
- Estralls: premio Ciutat de València, Eduard Escalante de teatre 2006[4]
- Hardocore Videogames, una trilogia (Wolfenstein, Tetris, City/Simcity): Premio de la crítica Serra d'Or al Mejor texto del 2006 y premio Revelació de la crítica de Barcelona 2007.